# Pseudocoremia modica
Pseudocoremia modica là một loài bướm đêm trong họ Geometridae.